# Менорка (аэропорт)
Аэропорт Менорка (кат. Aeroport de Menorca, исп. Aeropuerto de Menorca; (ИАТА: MAH, ИКАО: LEMH) — один из трёх международных аэропортов Балеарских островов. Расположен на острове Менорка в 4,5 км на юго-запад от столицы острова Маона, в честь которого он иногда также неофициально называется. Аэропорт располагает одним терминалом на 16 выходов на посадку. Аэропорт имеет чётко выраженную сезонную загрузку. Наиболее важные направления авиасообщения — Барселона, Лондон, Пальма-де-Мальорка, Мадрид и Манчестер. В 2020 году аэропорт обслужил чуть более 1 миллиона пассажиров, что сделало его пятнадцатым по загруженности аэропортом в стране.

## История
Аэропорт был открыт 24 марта 1969 года, когда все гражданские рейсы были переведены из соседнего аэропорта Сан-Луис.
14 сентября 2006 г в новой части терминала, где велись строительные работы, произошло частичное обрушение кровли. Обрушение могло быть вызвано скоплением большого количества дождевой воды. Обломками завалило 20 человек и ранили ещё троих. Перед началом сезона 2008 года был завершен капитальный ремонт аэропорта. Теперь у него 16 гейтов, пять из которых связаны трапом с главным зданием терминала.
В 2016 году впервые годовой пассажиропоток, обслуженный через аэропорт, превысил 3 миллиона человек.

## Пассажиропоток
|                        |
| Дата: 20 августа 2021. |

|                           | Passengers | Aircraft movements | Cargo (tonnes) |
| ------------------------- | ---------- | ------------------ | -------------- |
| 2000                      | 2,772,337  | 32,348             | 4,528          |
| 2001                      | 2,825,147  | 32,787             | 4,206          |
| 2002                      | 2,733,733  | 32,259             | 3,954          |
| 2003                      | 2,704,838  | 32,288             | 3,705          |
| 2004                      | 2,631,334  | 29,538             | 3,975          |
| 2005                      | 2,590,733  | 29,428             | 3,829          |
| 2006                      | 2,690,992  | 32,921             | 3,686          |
| 2007                      | 2,776,458  | 33,802             | 3,668          |
| 2008                      | 2,605,932  | 31,804             | 3,244          |
| 2009                      | 2,433,666  | 28,189             | 2,621          |
| 2010                      | 2,511,629  | 28,358             | 2,400          |
| 2011                      | 2,576,200  | 28,042             | 2,070          |
| 2012                      | 2,545,942  | 25,533             | 1,793          |
| 2013                      | 2,565,462  | 24,419             | 1,636          |
| 2014                      | 2,632,615  | 24,716             | 1,422          |
| 2015                      | 2,867,521  | 28,687             | 1,502          |
| 2016                      | 3,178,284  | 31,252             | 1,391          |
| 2017                      | 3,434,615  | 30,293             | 1,374          |
| 2018                      | 3,442,742  | 31,370             | 1,221          |
| 2019                      | 3,495,025  | 31,594             | 1,238          |
| 2020                      | 1,076,952  | 14,570             | 967            |
| 2021 (July)               | 489,867    | 5,022              | 81             |
| Источник: Aena Statistics |            |                    |                |